# Abadia de Rochefort

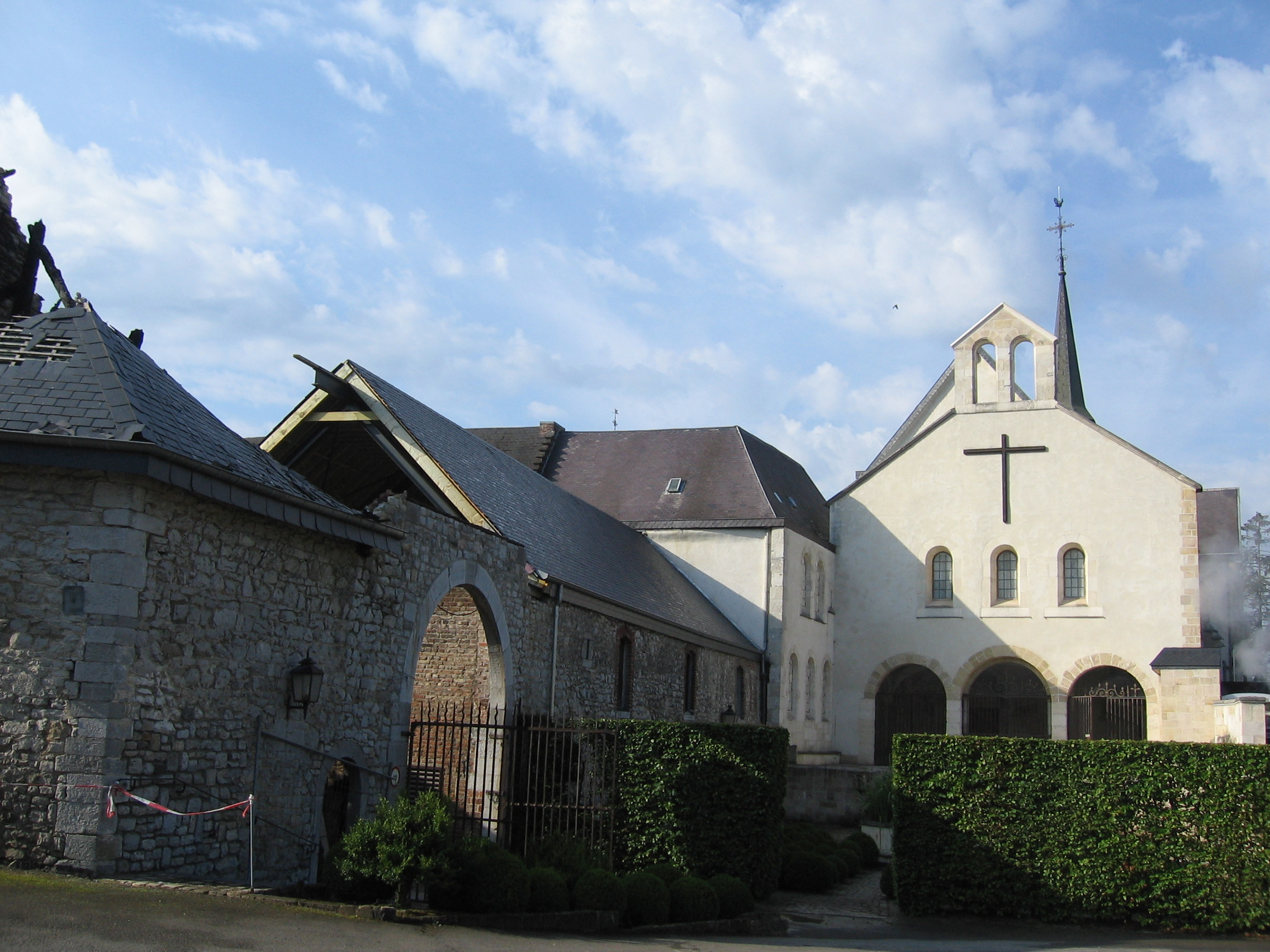
L'entrada a l'església

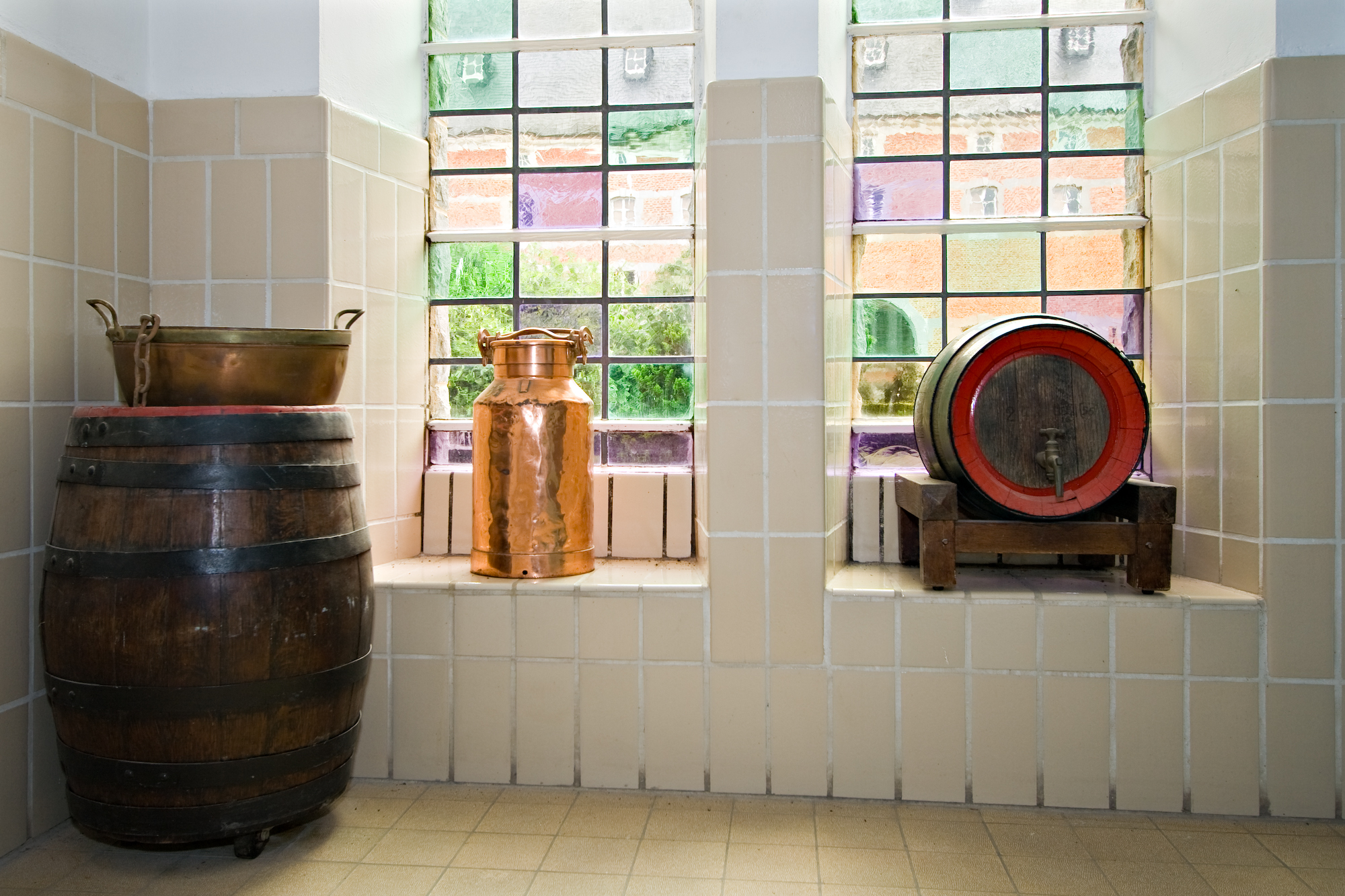
Fàbrica de cervesa a l'Abadia de Notre-Dame de Saint-Remy Rochefort

L'Abadia trapenca de Rochefort o Abadia de Notre-Dame de Saint-Rémy, que pertany a l'Orde Cistercenc de l'Estricta Observança, es troba a Rochefort, a la província de Namur (Valonia, Bèlgica). L'abadia és famosa per la seva vida espiritual i la seva fàbrica de cervesa, que és una de les poques fàbriques de cervesa trapenca del món. La vida en l'abadia es caracteritza per l'oració, la lectura i el treball manual, els tres elements bàsics de la vida trapenca. El lema de l'abadia és Curvata Resurgo.

## Història

### Orígens
Al voltant de 1230, Gilles de Walcourt, comte de Rochefort va fundar un monestir de monges cistercenques anomenat Secours de la catedral de Notre-Dame. L'any 1464 Louis de la Marck va ordenar a les monges abandonar el monestir, que havia decaigut i van ser reemplaçades per monjos. El monestir va ser l'última abadia depenent directament de l'Abadia de Cister. Durant la Guerra dels Vuitanta Anys, l'abadia va ser saquejada i arrasada pels exèrcits protestants de les Disset Províncies (1568) i els exèrcits austríacs de Juan d'Àustria (1577). Al voltant de 1595, es va fundar la primera fàbrica de cervesa dins de l'abadia.
Al segle xvii, l'abadia va sofrir la guerra, la fam i la pesta. El 30 d'abril de 1650, un exèrcit de Lorena, liderat pel baró de Châtelet, va envair l'abadia. Els monjos van haver de fugir a Marques, fent-ho de nou els anys 1652 i 1653.
L'any 1789 l'exèrcit revolucionari francès va envair els Països Baixos Austríacs, i el 1797, l'abadia va ser clausurada i venuda a Lucien-José Poncelet. Poncelet va demolir l'abadia cap a 1805 i la va convertir en una granja. El material de l'abadia es va reutilitzar per a alguns edificis en Rochefort.

### La història moderna
L'11 d'octubre de 1887, el pare Anselmus Judong de l'abadia d'Achel, de l'ordre trapenca, va arribar a l'antiga abadia i el 21 de desembre de 1887 els edificis van ser comprats pels monjos d'Achel. L'abadia va ser restaurada i els nous edificis van ser aixecats. Es va fundar una nova cerveseria, però caldrà esperar fins a 1952 perquè la fàbrica de cervesa produeixi suficient cervesa per ser venuda.
L'elaboració de la cervesa constitueix la principal font d'ingressos del monestir des del segle xvi. La cerveseria va ser renovada l'any 1952 i produeix cervesa d'alta fermentació. La comunitat cistercenca és coneguda pel seu aïllament i la fàbrica de cervesa no és accessible al públic.
El 29 de desembre de 2010, un gran incendi va destruir gran part de l'abadia. A pesar que l'incendi va destruir gran part de l'estructura de fusta dels edificis, els monjos van sortir il·lesos i les flames no van causar danys a les instal·lacions de producció de cervesa.

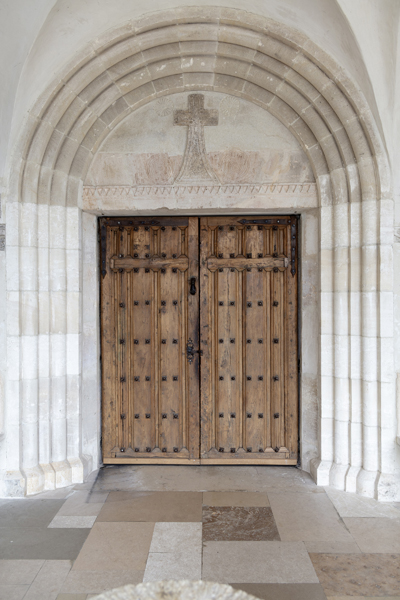
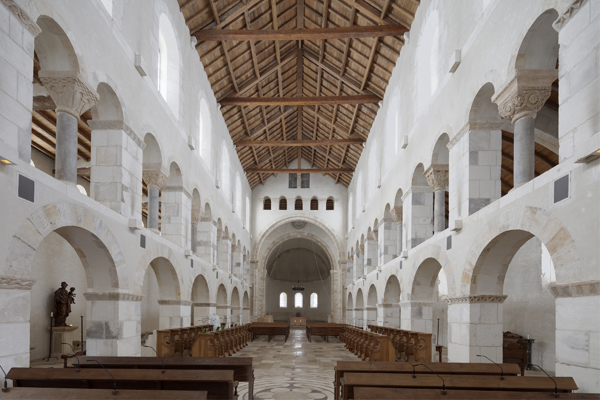
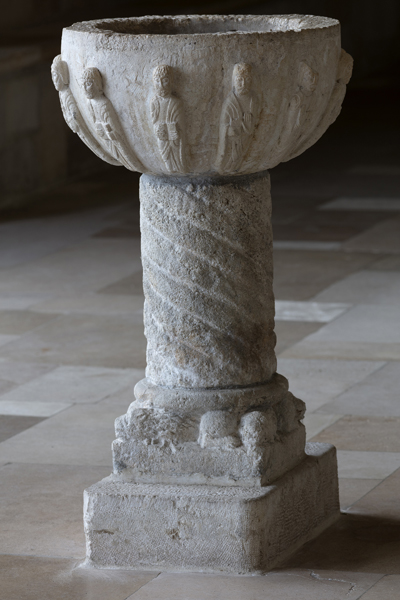
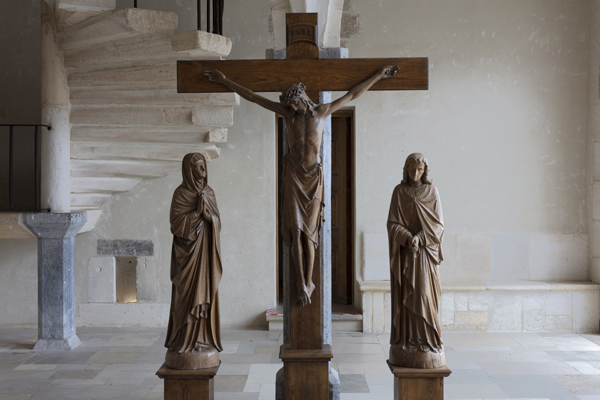

## Fuentes
- A. Fourneau, L'abbaye Notre-Dame de Saint-Remy à Rochefort: Histoire d'une communauté cistercienne en terre de Famenne, 239 p., Rochefort, 2002
- J. Van Remoortere, Ippa del Abdijengids voor Belgie, Lannoo, 1990